# Menifee (Califórnia)
Menifee é uma cidade relativamente nova localizada no estado americano da Califórnia, no Condado de Riverside. Foi incorporada em 1 de outubro de 2008.

## Geografia
De acordo com o United States Census Bureau, a cidade tem uma área de 120,7 km², onde 120,4 km² estão cobertos por terra e 0,3 km² por água.

## Demografia
Segundo o censo nacional de 2010, a sua população é de 77 519 habitantes e sua densidade populacional é de 644,08 hab/km². Possui 30 269 residências, que resulta em uma densidade de 251,49 residências/km².